# Григорьева, Светлана Васильевна
Светлана Васильевна Григорьева (20 мая 1927 — 10 мая 2020) — советская актриса театра и кино, заслуженная артистка РСФСР (1971).

## Биография
Светлана Григорьева родилась 20 мая 1927 года в Ленинграде. В 1946—1950 году училась в Ленинградском театральном институте имя А. Н. Островского (класс Б. Е. Жуковского и В. В. Эренберга) вместе с Игорем Горбачёвым, Лидой Штыкан, Зинаидой Шарко.
После окончания института была направлена в Кемеровский драматический театр, где играла один сезон в 1951—1952 годах.
После возвращения в 1952 году в Ленинград какое-то время работала в эстрадном ансамбле Александра Блехмана, где играла в миниатюрах режиссёра Бориса Зона. После закрытия ансамбля в том же году была принята в труппу Ленинградского областного Малого драматического театра (сейчас Академический Малый драматический театр — Театр Европы), где сыграла более 50 ролей.

## Награды и премии
- Заслуженная артистка РСФСР (02.07.1971).

## Работы в театре

### Малый драматический театр — Театр Европы
- «Шёлковое сюзане» А. Каххар
- «Студент третьего курса»
- «Машенька» А. Н. Афиногенов — Маша (диплом на смотре «Молодые актёры Ленинграда»)
- «Женатый жених»
- «Коварство и любовь» — Луиза
- «Вечно живые» — Нюра
- «Татуированная роза» — Ассунта
- «Назначение» — Мать
- «Золушка» — Мачеха
- «Братья и сёстры» — Марфа Репишная
- «Тёмный лес» — Мать

### Театр «Эксперимент»
- «Алейхем шолом» — главная роль

## Фильмография
1. 1957 — Дон Кихот — племянница Дона Кихота
2. 1982 — Дом — Маня-большая
3. 1983 — Дублёр начинает действовать — Зоя
4. 1985 — Один за всех!
5. 1992 — Река Оккервиль (Нидерланды, Россия)
6. 2004 — Тайны следствия 4 (фильм (23) 5 «История болезни») — Вера Фёдоровна
7. 2005 — Мастер и Маргарита (10-я серия) — жена Николая Ивановича
8. 2009 — Улицы разбитых фонарей 9 (31-я серия «Пропавшие без вести») — Татьяна Львовна
9. 2010 — 9 мая. Личное отношение (альманах «Конфетки») — бабуля